# Echo des Tages
Das Echo des Tages ist die älteste Zeitfunksendung im deutschen Hörfunk und wird Montag bis Freitag in der Zeit von 18:30 Uhr bis 19:00 Uhr von WDR 5 ausgestrahlt.

## Geschichte und Gegenwart

Logo des NWDR

Das Echo des Tages ging erstmals am 1. Oktober 1946 auf Sendung und wurde vom Nordwestdeutschen Rundfunk (NWDR) hergestellt. Als Gemeinschaftsproduktion des Norddeutschen Rundfunks (NDR) und des Westdeutschen Rundfunks (WDR) fand das Echo des Tages im Jahr 1956 nach der Aufspaltung des NWDR in den damaligen Programmen von NDR 1 und WDR 1 seine Fortsetzung. Zu Beginn der Ausstrahlungen hatte die Sendung eine Länge von 15 Minuten und begann zunächst um 18:10 Uhr, später um 19:30 Uhr.
Zu den Mitarbeitern der frühen Jahre gehörten unter anderem die Journalisten Axel Eggebrecht, Klaus Bölling, Gerd Ruge, Werner Höfer und Heinz Werner Hübner, die auch später durch das neue Medium Fernsehen Bekanntheit erlangten.
Auf Grund der technischen Möglichkeiten waren Live-Berichte und Überspielungen in der Anfangszeit innerhalb der Sendungen nur selten möglich. Das Programm schrieben und moderierten die jeweiligen Redakteure überwiegend selbst.
NDR Info aus Hamburg und WDR 5 aus Köln produzierten die in der Vergangenheit tägliche Sendung im wöchentlichen Wechsel. Zum Ende des Jahres 2020 beendete der NDR aufgrund aktueller Sparmaßnahmen diese langjährige Hörfunk-Zusammenarbeit des NDR mit dem WDR. Die Entscheidung des NDR hatte zur Folge, dass unter anderem die traditionsreichen Informationssendungen Mittagsecho und Echo des Tages ab Anfang 2021 allein von WDR 5 nur noch montags bis freitags mit einem etwas veränderten inhaltlichen Konzept produziert und ausgestrahlt werden. NDR Info strahlt seit 2021 täglich von 17:05 bis 17:30 und von 18:35 bis 19:00 Uhr im Rahmen des Infoprogramms jeweils nach fünfminütigen Nachrichten die Themen des Tages mit ähnlichem Konzept aus.

## Ehemalige Redakteure und Moderatoren (Auswahl)
- Bruno E. Werner[6]
- Gregor von Rezzori[6]
- Elef Sossidi[6]
- Peter Bamm[6]
- Heinz Riek[9]
- Wolfgang Jäger[10]
- Klaus Bölling
- Axel Eggebrecht
- Walter Erasmy
- Werner Höfer
- Ursula Holtmann
- Heinz Werner Hübner
- Gerd Ruge
- Heinrich von Tiedemann